# Delias wollastoni
Delias wollastoni är en fjärilsart som beskrevs av Rothschild 1916. Delias wollastoni ingår i släktet Delias och familjen vitfjärilar. Inga underarter finns listade i Catalogue of Life.